# Lonchocarpus trifolius
Lonchocarpus trifolius är en ärtväxtart som beskrevs av Paul Carpenter Standley och Louis Otho Otto Williams. Lonchocarpus trifolius ingår i släktet Lonchocarpus och familjen ärtväxter. IUCN kategoriserar arten globalt som akut hotad. Inga underarter finns listade i Catalogue of Life.